# Gaius Manilius
Gaius Manilius war ein römischer Politiker, der im Jahre 66. v. Chr. das Amt des Volkstribuns bekleidete. Bekannt ist er vor allem wegen der auf seine Initiative verabschiedeten und nach ihm benannten Lex Manilia. Es handelt sich hierbei um das Gesetz, das Pompeius den unumschränkten Oberbefehl im dritten Mithridatischen Krieg verlieh.

## Karriere

### De libertinorum suffragiis
Zu Beginn seines Amtsjahres als Tribun (10. Dezember 67) gelang es ihm, ein Gesetz (de libertinorum suffragiis) zu verabschieden, das den Freigelassenen das Privileg gab, gemeinsam mit denjenigen zu wählen, die sie freigelassen hatten (d. h. im selben Tribus wie ihr Schutzherr, ihr patronus). Das Gesetz wurde bereits zwanzig Jahre zuvor vom Volkstribun Publius Sulpicius Rufus durchgesetzt, aber durch die sullanische Restauration wieder aufgehoben.
Am 29. Dezember ließ Manilius die lex in der gering frequentierten Volksversammlung zum Gesetz erheben, welche wiederum am 1. Januar 66 v. Chr. vom Senat wegen verfassungswidrigen Verfahrens für ungültig erklärt wurde.

### Der dritte Mithridatische Krieg und dielex Manilia
Im dritten Mithridatischen Seeräuberkrieg, der 74. v. Chr. einsetzte, hatte Lucius Licinius Lucullus 73 bis 68 v. Chr. im Osten beachtliche Erfolge erzielt und sowohl Mithridates VI. von Pontus als auch dessen Verbündeten Tigranes den Großen besiegt. Doch 67 v. Chr. meuterten Lucullus’ Truppen unter der Führung von Publius Clodius Pulcher und ermöglichten es Mithridates und Tigranes, erneut in Pontus und Kappadokien einzumarschieren. In Rom wurde Lucullus durch Vertreter der Steuerpächter wegen vermeintlicher Konsolidierung der Finanzen der Provinz Asia verleumdet. Seine Abberufung und die Unwirksamkeit seines unmittelbaren Nachfolgers, Manius Acilius Glabrio, hatten zur Folge, dass Mithridates ein Sieg über das römische Kontingent bei Zela gelang und er damit seine Stellung erneut festigen konnte. Bis Ende 67 v. Chr. hatte Mithridates sein gesamtes früheres Reich zurückerobert.
Im Jahre 66 v. Chr. reichte Manilius den nach ihm benannten Gesetzesentwurf der lex Manilia ein, durch die alle drei Generäle zurückberufen werden sollten, die sich noch im Osten befanden (Lucullus in Pontus, Glabrio in Bithynien und Quintus Marcius Rex in Kilikien). Ihre Befehle und die gesamte Führung des Krieges im Osten übertrug er auf Pompeius, der sich bereits im Osten aufhielt, um seinen Feldzug gegen die Seeräuber zu beenden (wie in der lex Gabinia von 67 v. Chr. vorgesehen). Es ist der Gesetzesantrag, für den u. a. der damalige Praetor Cicero in seiner ersten politischen Rede, der erhaltenen pro lege Manilia de Cn. Pompei, eintrat. Der Gesetzesentwurf des Manilius stieß innerhalb der Nobilität auf unterschiedliche Resonanz: Zwar wurde er von Quintus Hortensius und Quintus Lutatius Catulus abgelehnt, aber von mehreren bedeutenden Konsularen unterstützt, sodass er – im Gegensatz zur lex Gabinia, die Pompeius im Jahre 67 v. Chr. ein Sonderkommando mit tiefgreifenden Vollmachten übertragen hatte und beim Senat auf Widerstand gestoßen war – in den comitia tributa einstimmig angenommen wurde. Zu diesen Ex-Konsuln gehörten Servilius Vatia Isauricus, Gaius Scribonius Curio, Gaius Cassius Longinus und Gnaeus Cornelius Lentulus Clodianus.
Pompeius ging bald gegen Mithridates und Tigranes vor und besiegte beide bis Ende 65 v. Chr.

### Prozess und Verbannung
Manilius wurde nach seinem Ausscheiden aus dem Amt im Dezember 66 v. Chr. zweimal angeklagt. Die Einzelheiten zu beiden Prozessen sind aufgrund mangelnder Quellenbelege nur noch geringfügig nachvollziehbar.
Noch im Dezember wurde er vor der von Cicero geleiteten quaestio repetundarum wegen Unterschlagung angeklagt. Die Verhandlung wurde aber auf den Januar 65 v. Chr. verschoben und dann bei der allgemeinen Unruhe, die durch die Catilinarische Verschwörung hervorgerufen wurde, eingestellt, sodass auch die Verteidigung Ciceros, die er Manilius zugesagt hatte, ausblieb.
In den Quellen erfährt man noch von einer zweiten Anklage wegen Majestätsverbrechens, doch verschwimmen die Angaben über den Prozess, sodass der genaue Ausgang nicht rekonstruiert werden kann. Man spekuliert jedoch, dass es zu einer Verurteilung des Manilius gekommen ist.